# قائمة الطوائف المسيحية بحسب عدد الأعضاء

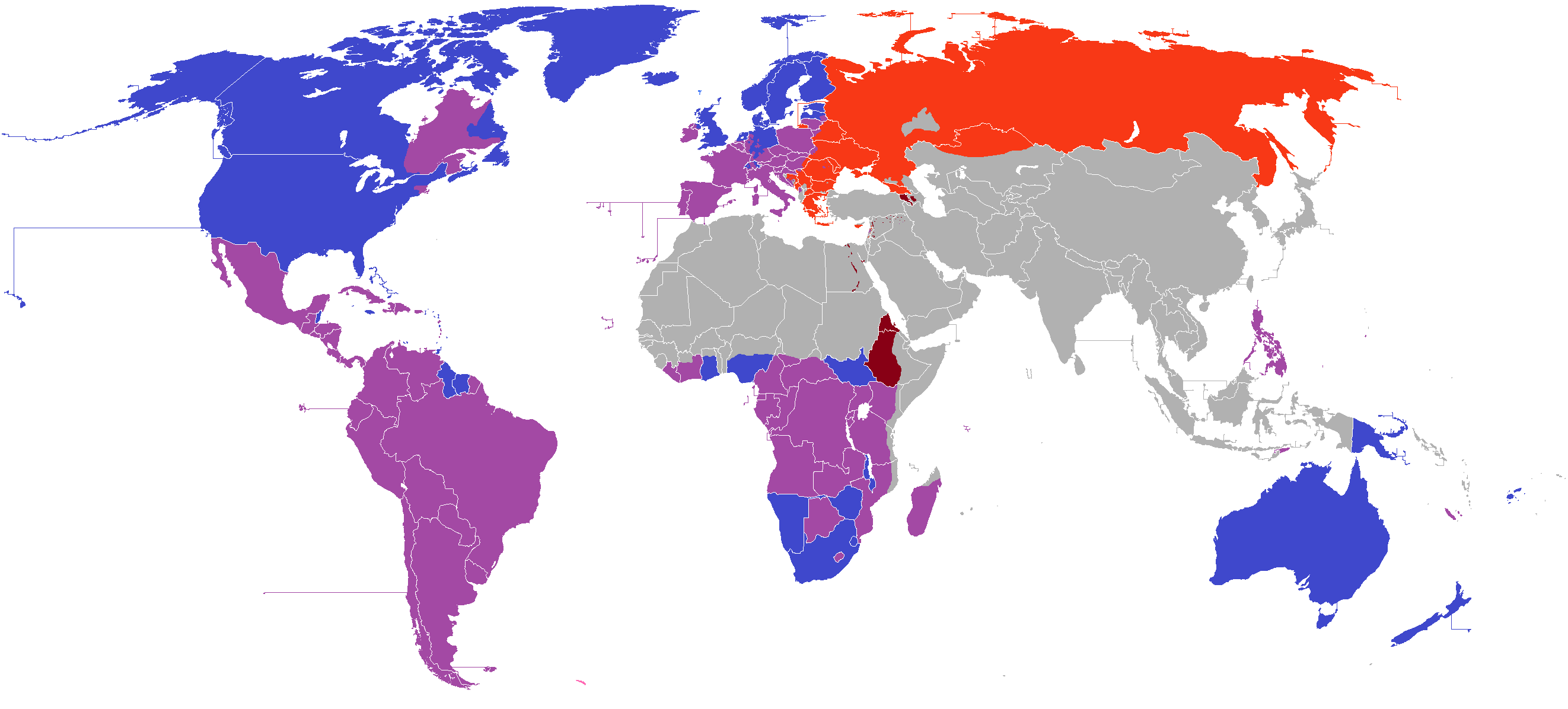
دول ومناطق ذات غالبيّة كاثوليكية.
دول ومناطق ذات غالبيّة بروتستانتية.
دول ومناطق ذات غالبيّة أرثوذكسية شرقية.
دول ومناطق ذات غالبيّة أرثوذكسية مشرقية.

بموجب احصائيات مختلفة منها معهد بيو لعام 2013 تعتبر المسيحية أكبر ديانة في العالم ويشكل أتباعها حوالي % من سكان العالم. وقد وصلت أعداد المسيحيون في العالم 2013 إلى 2.2 مليار.
القائمة هنا تشمل الأشخاص ممن يعتبرون أنفسهم مسيحيون، بغض النظر عن:
- سن (أي بالتالي أطفال العائلات المسيحية)
- الطوائف (أي، التي تعتبر هامشية)
- عمق الإيمان (أي، تشمل المسيحيون الإسميون والمسيحيون المتدينون).

## نظرة عامة

خارطة تُبيِّن نسبة المسيحيين في كُل بلد حول العالم.

المسيحية هي الديانة الأكثر انتشارًا في العالم. أتباع المسيحية يتواجدون في جميع البلدان والأقاليم، ويشكل المسيحيون الأغلبية السكانية في 120 دولة.
وقد تزايد عدد المسيحيين حول العالم بنسبة 4 أضعاف خلال المائة عام المنصرمة، من 660 مليون إلى 2.2 مليار مسيحي أي 33.32% من سكان الارض، وهي بذلك تشكل أكبر ديانة في العالم. وتشكل المسيحية أغلبية في القارات التالية: أوروبا، أمريكا الشمالية، أمريكا الجنوبية، قارة أستراليا، أفريقيا. وتعد المسيحية من الأديان النامية بنسبة 1.43% أي تتجاوز المعدل العالمي للنمو المحدد بحوالي 1.39%؛
يعتنق المسيحية سنويًا 30 مليون شخص قادمين من خلفيات دينية مغايرة أي 23,000 شخص يوميًا ومن حيث النمو العددي بغض النظر عن النسب المئوية فإن المسيحية تحلّ في المرتبة الأولى، يذكر أن مناطق جنوب الكرة الأرضية تشهد ازديادًا في معدل نمو المسيحية.
ووفقًا للإحصائيات، فإن المسيحية سوف ستتخطى أعداد معتنقيها إلى 3 مليارات شخص بحلول عام 2050، وستبقى المسيحية الديانة الأكثر اعتناقًا وعددًا.
ومع ذلك، على الرغم من النفوذ العالمي للمسيحية، تعتبر المسيحية الديانة الأكثر تعرضا للاضطهاد في العالم، وفقًا لعدد من المؤسسات، وفقًا ل«منظمة أبواب مفتوحة» فإن أكثر من 200 مليون مسيحي يتعرضون للاضطهاد بسبب معتقداتهم. ويشمل هذا العدد 124 مليون مسيحي ممن يضطرون إلى إخفاء عقيدتهم.

## استعراض تاريخي

انتشار المسيحية في أوروبا في سنة 600.

مع صدور مرسوم ميلانو سنة 312 والذي اعترف بالمسيحية دينًا من أديان الإمبراطورية الرومانية، كان عدد المسيحيون قد وصل إلى أكثر من 14 مليون شخص، أو 7.3% من سكان العالم. خلال سنوات 600 كان واحد من أصل كل خمسة أشخاص على كوكب الأرض مسيحيًا. وقد ظلت حصة المسيحيين دون تغيير تقريبًا. الزيادة الكبرى حصلت مع القرن السابع عشر، وذلك بفضل البعثات الكاثوليكية التبشيرية في أمريكا وآسيا وأفريقيا، حيث شهدت نسبة المسيحيين نموًا كبيرًا. وتسارعت الزيادة خصوصًا مع نشاط البعثات البروتستانتية (1800). مع بداية الحرب العالمية الأولى (1914) وصلت نسبة المسيحية إلى أعلى من أي وقت مضى لها - كان 34.7% من سكان العالم المسيحيين. انخفضت النسبة بسبب الحربين العالميتين، والنمو السكاني السريع في الدول غير المسيحية وإقامة الحكم الشيوعي في أوروبا الشرقية لكن على الرغم من انخفاض النسبة إلا أنّ عدد المسيحيون قد تضاعف.

## الطوائف المسيحية

### الكاثوليكية

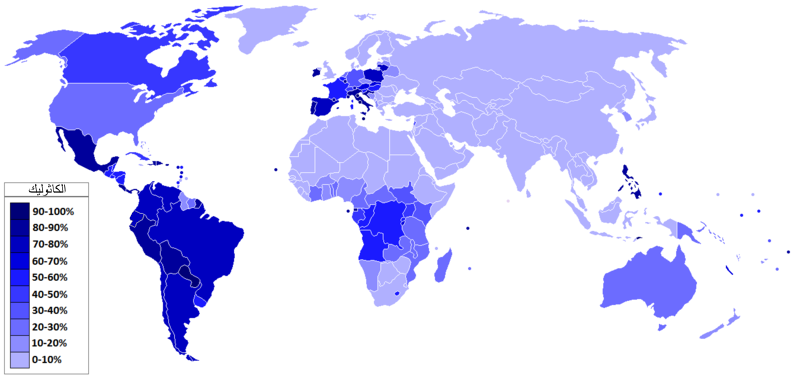
الكاثوليكية بحسب انتشارها في دول العالم.

تأتي الكنيسة الكاثوليكية في مقدمة الطوائف المسيحية انتشارًا، حوالي 1.2 مليار نسمة (17.33% من البشرية، 51.4% من المسيحية)؛ الغالبية العظمى من أتباع الكاثوليكية هم أتباع الكنيسة الرومانية الكاثوليكية ذووي التقليد الطقسي اللاتيني وتصل أعدداهم 1.19 مليار، في حين أنّ أتباع الكنائس الكاثوليكية الشرقية تصل أعدداهم إلى 17.2 مليون.

#### الكنائس الكاثوليكية الشرقية
| الكنيسة                                  | عدد الأتباع | الطقس الكنسي          |
| ---------------------------------------- | ----------- | --------------------- |
| الكنيسة الأوكرانية الكاثوليكية           | 4,350,000   | طقس بيزنطي            |
| كنيسة السريان الملبار الكاثوليك          | 3,829,000   | طقس سرياني            |
| الكنيسة المارونية                        | 3,291,000   | التقليد الأنطاكي      |
| كنيسة الروم الملكيين الكاثوليك           | 1,615,000   | طقس بيزنطي            |
| الكنيسة الرومانية الكاثوليكية المتحدة    | 707,000     | طقس بيزنطي            |
| الكنيسة اليونانية الروثانية الكاثوليكية  | 646,000     | طقس بيزنطي            |
| كنيسة الأرمن الكاثوليك                   | 593,000     | التقليد الأرمني       |
| الكنيسة الكلدانية الكاثوليكية            | 490,000     | التقليد الكلداني      |
| كنيسة الملنكار الكاثوليك                 | 420,000     | الطقس السرياني الغربي |
| الكنيسة الهنغارية اليونانية الكاثوليكية  | 290,000     | تقليد بيزنطي          |
| الكنيسة السلوفاكية اليونانية الكاثوليكية | 239,000     | تقليد بيزنطي          |
| الكنيسة الأثيوبية الكاثوليكية            | 230,000     | التقليد الإسكندري     |
| الكنيسة القبطية الكاثوليكية              | 164,000     | التقليد الإسكندري     |
| الكنيسة السريانية الكاثوليكية            | 159,000     | تقليد أنطاكي          |
| المجموع                                  | 17,200,000  |                       |

#### الكنائس الكاثوليكية المستقلة
- وهي عبارة عن ستة كنائس تبلغ عدد أتباعها 28 مليون،[13] انفصلت عن الكرسي الرسولي منها سياسيّة أو عقائدية.
- كنيسة الفلبين المستقلة: 6 مليون.[14]
- الجمعية الوطنية الكاثوليكية في الصين: 5 مليون.[15]
- الكنيسة الرسولية البرازيلية: 5 مليون.[16]
- الكنيسة الرسولية الفلبينية: 5 مليون.
- لكنيسة الكاثوليكية القديمة: 600,000.
- الكنيسة الكاثوليكية الوطنية البولندية: 25,000.

### البروتستانتية
البروتستانتية هي أحد ثاني أكبر مذاهب الدين المسيحي. يتواجد نحو 800 مليون بروتستانتي حول العالم من بين 2.5 مليار مسيحي، 170 مليون منهم في أمريكا الشمالية، و160 مليون في أفريقيا، و120 مليون في أوروبا، و70 مليون في أمريكا اللاتينية، و60 مليون في آسيا، و10 مليون في أستراليا. وفي البروتستانتية هناك العديد من المذاهب ومنها الكنيسة الأنجليكانية، اللوثرية، الكنيسة المعمدانية، الكالفينية، الميثودية، الخمسينية، الأبرشانيون والمينونايت، سبتيون وجمعية الأصدقاء الدينية. يشكل اتباع الكنائس الپروتستانتية نسبة 37% من مجمل المسيحيين وذلك وفقًا لدراسة معهد بيو. ويتوزع البروتستانت بين الكنائس البروتستانتية التاريخية والتي تحوي 350 مليون بروتستانتي والكنائس البروتستانتية الإنجيلية والتي يبلغ عددها 274 مليون شخص. يتوزع البروتستانت بالمجمل على سبعة عائلات وهي الأدفنست، والأنجليكانيّة، والمعمدانيّة، وكنائس الإصلاح، واللوثرية، وميثودية والخمسينية.
والبروتستانتية الخط الرئيسي أو البروتستانتية التقليدية هو مصطلح شائع في الولايات المتحدة لوصف الكنائس البروتستانتية التقليدية والتي تشمل سبع مذاهب وهي المشيخية، الأبرشانيون، الاسقفيون، الميثودية، اللوثرية، والمعمدانيون ولهذه المذاهب قاعدة اجتماعية عريضة راسخة في الطبقات الوسطى والعليا ذات النفوذ الاقتصادي والسياسي والثقافي.

#### أكبر العائلات المذهبية البروتستانتية
| #  | الطائفة                         | عدد الأتباع | ملاحظة                                                  |
| -- | ------------------------------- | ----------- | ------------------------------------------------------- |
| 1  | الحركة الخمسينية                | 279,000,000 | ; بما في ذلك الكنائس الكاريزمية المستقلة                |
| 2  | الكنيسة المعمدانية              | 100,000,000 | ; تشمل الأطفال                                          |
| 3  | مذاهب بروتستانتية مختلفة        | 94,000,000  | تشمل جمعية الأصدقاء الدينية والكنائس الإنجيلية المختلفة |
| 4  | الكنيسة الأنجليكانيّة            | 85,000,000  | [ 22 ]                                                  |
| 5  | الكنائس الإصلاحيّة أو الكالفينية | 75,000,000  | تشمل المشيخية والأبرشانيّة                               |
| 6  | ميثودية                         | 75,000,000  | وفقًا للكنائس المثيودية تصل عدد أتباعها الى80 مليون      |
| 7  | لوثرية                          | 67,000,000  | [ 25 ]                                                  |
| 8  | الكنائس الأفريقية المستقلة      | 30,000,000  |                                                         |
| 9  | أدفنتست                         | 25,000,000  | ; تشمل الأطفال                                          |
| 10 | تجديدية العماد                  | 4,000,000   | المينونايت والأميش                                      |

### الكنائس الأرثوذكسية

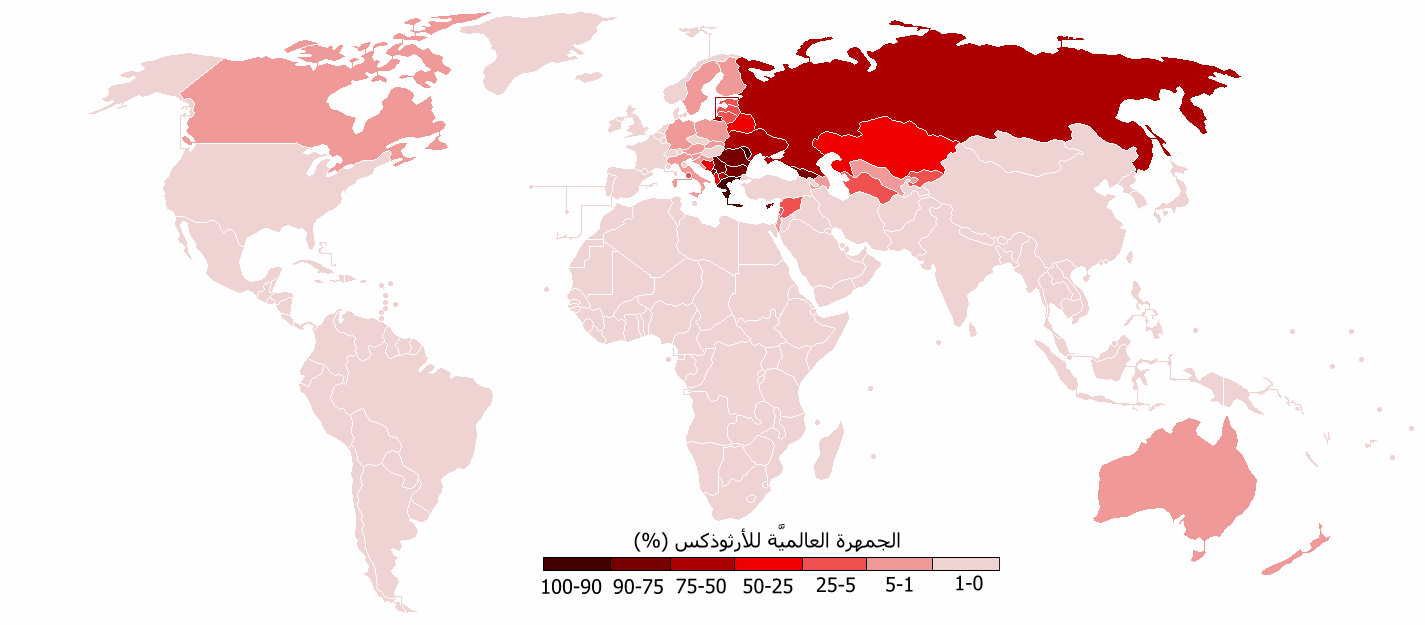
النسبة العالميَّة لِأتباع الكنيسة الأرثوذكسيَّة الشرقيَّة.

المسيحية الأرثوذكسية هي ثاني أكبر الكنائس المسيحية بعد الكنيسة الكاثوليكية في العالم؛ بالمقابل تتخطى المذاهب البروتستانتية مجتمعة الكنيسة الأرثوذكسية،(1) وتتراوح أعداد أتباع الأرثوذكسية الشرقية بين 223 مليونًا و300 مليون؛ في حين تصل أعداد أتباع الكنيسة الأرثوذكسية المشرقية حوالي 82 مليون.
تصل نسبتهم حسب احصائية معهد بيو لعام 2011 حوالي 12% من مجمل المسيحيين في العالم (ويشمل ذلك الأرثوذكسية الشرقية والأرثوذكسية المشرقية).

#### كبرى الكنائس الأرثوذكسية الشرقية
- بطريركية موسكو في  روسيا يبلغ عدد أتباعها 150 مليون.
- بطريركية رومانيا في  رومانيا يبلغ عدد أتباعها 18.8 مليون.
- بطريركية صربيا في  صربيا يبلغ عدد أتباعها 11 مليون.
- كنيسة اليونان في  اليونان يبلغ عدد أتباعها 11 مليون.
- بطريركية بلغاريا في  بلغاريا يبلغ عدد أتباعها 10 مليون.
- بطريركية جورجيا في  جورجيا يبلغ عدد أتباعها 5 مليون.
- بطريركية القسطنطينية مركزها في  تركيا يبلغ عدد أتباعها 3.5 مليون.
- بطريركية أنطاكية ومركزها في  سوريا يبلغ عدد أتباعها 2.5 مليون.
- بطريركية الإسكندرية مركزها في  مصر يبلغ عدد أتباعها 1.5 مليون.
- كنيسة أمريكا في  الولايات المتحدة يبلغ عدد أتباعها 1.2 مليون.
- كنيسة بولندا في  بولندا يبلغ عدد أتباعها 1 مليون.
- كنيسة ألبانيا في  ألبانيا يبلغ عدد أتباعها 800,000.
- كنيسة قبرص في  قبرص يبلغ عدد أتباعها 650,000.
- بطريركية القدس ومركزها في أراضي  فلسطين و إسرائيل يبلغ عدد أتباعها 150,000.
- كنيسة التشيك و سلوفاكيا في  جمهورية التشيك و سلوفاكيا يبلغ عدد أتباعها 70,000.

أما الكنائس شبه مستقلة فأكبرها كنيسة أوكرانيا في  أوكرانيا والتي يبلغ عدد أتباعها 7.2 مليون، ومن ثم كنيسة مولدوفا في  مولدوفا والتي يصل عدد أتباعها 3.2 مليون شخص، ومن ثم الكنيسة المقدونية الأرثوذكسية في  مقدونيا ويبلغ عدد أتباعها حوالي مليوني شخص. أما الكنائس الأرثوذكسية الغير معترف بها أكبرها جماعة المؤمنين القدماء والتي يبلغ عدد أتباعها 5.5 مليون، والبطريركية الأرثوذكسية التركية المستقلة والتي يبلغ عدد أتباعها 0.85 مليون.

#### الأرثوذكسية المشرقية
الأرثوذكسية المشرقية هو مصطلح يدلل به على العقيدة التي تؤمن بها كنائس مسيحية أرثوذكسية شرقية، والتي لا تعترف إلا بشرعية المجامع المسكونية الثلاث الأولى (نيقية، قسطنطينية، أفسس)، وتعرف برفضها القاطع للعقيدة التي أقرها مجمع خلقيدونية. وتعرف هذه الكنائس أيضا بالكنائس الشرقية القديمة ولكن يجب التمييز بينها وبين الكنائس الشرقية الأرثوذكسية.
الكنائس الشرقيّة القبطيّة والأرمنيّة والسريانيّة يرون أن المجامع المسكونية أربعة؛ مجمع نيقية، مجمع القسطنطينية الأول، مجمع أفسس، ومجمع أفسس الثاني. وفق للكنيستين الرومانيّة والبيزنطيّة يرون أن مجمع خلقيدونية المجمع المسكوني الرابع وأحد المجامع المسكونية السبعة.
تعتبر الكنائس الأرثوذكسية المشرقية كنائس وطنية:
- كنيسة التوحيد الأرثوذكسية الإثيوبية ومركزها في  إثيوبيا ويبلغ عدد أتباعها 48 مليون.[31]
- كنيسة الأقباط الأرثوذكس ومركزها في  مصر، ويبلغ عدد أتباعها 15.5 مليون.
- الكنيسة الرسولية الأرمنية في  أرمينيا ويبلغ عدد أتباعها 9 مليون.
- كنيسة التوحيد الأرثوذكسية الإريترية ومركزها في  إرتريا ويبلغ عدد أتباعها 2.5 مليون.
- كنسية السريان الأرثوذكس ومركزها في  سوريا، ويبلغ عدد أتباعها 1.2 مليون[32] ويتبع لها:
  - كنيسة مالانكارا اليعقوبية السريانية الأرثوذكسية في  الهند ويبلغ عدد أتباعها 3 مليون.
- الكنيسة الهندية الأرثوذكسية، وتُعرف أيضًا بكنيسة مالانكارا السريانية الأرثوذكسية. ومركزها في  الهند ويبلغ عدد أتباعها 2 مليون.

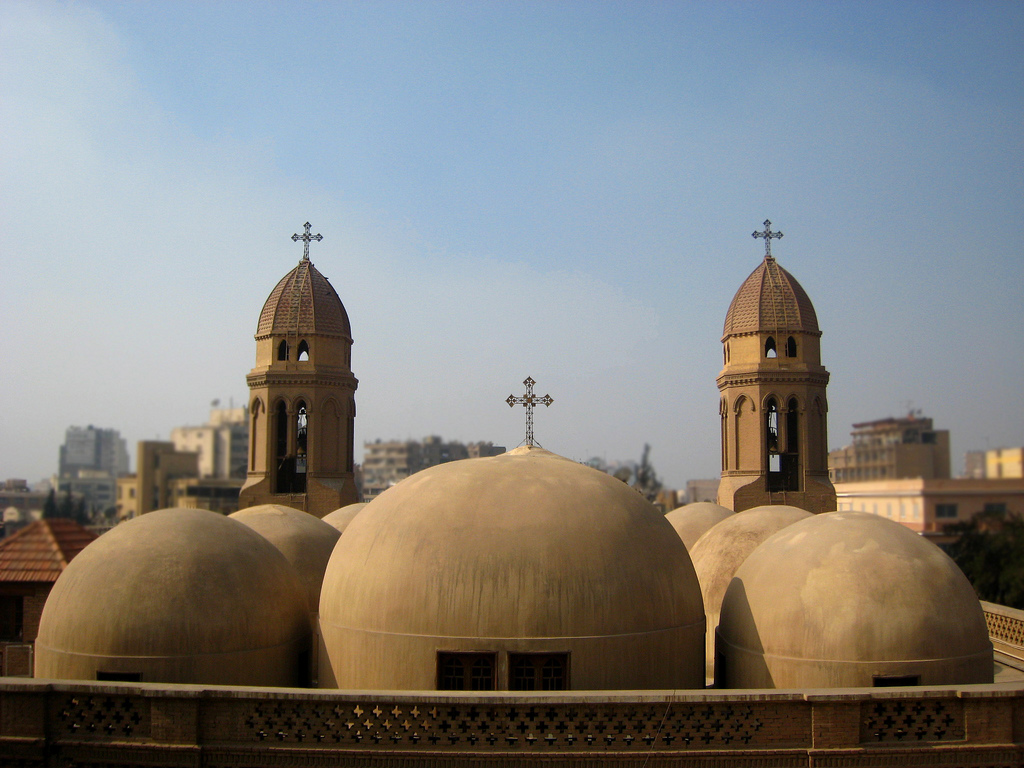
تُعد الكنيسة القبطية الأرثوذكسية إحدى أقدم الكنائس الوطنية في العالم.
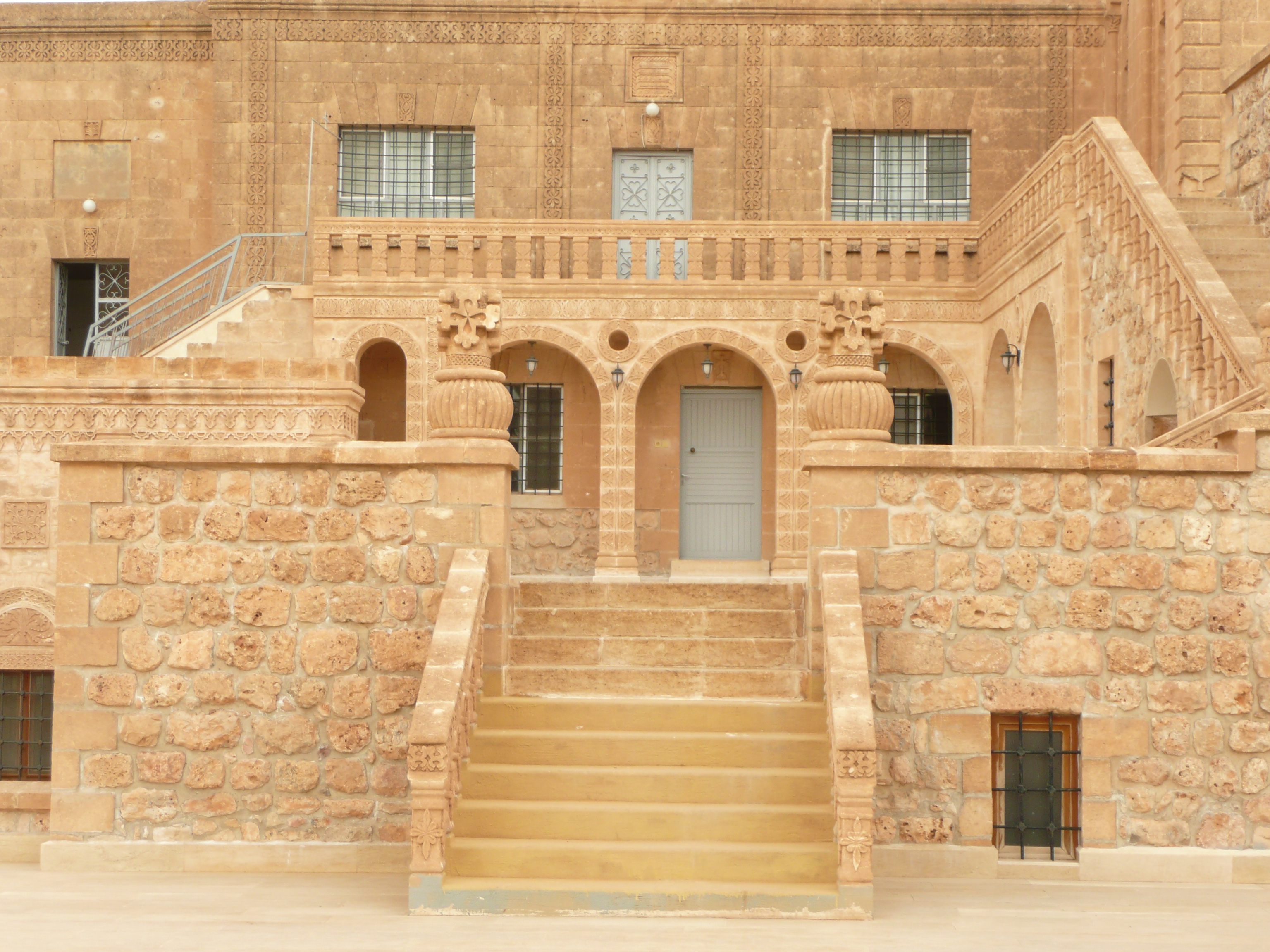
مدخل دير مار كبرئيل في مديات، تركيا وهو من أهم المراكز الروحية السريانية.
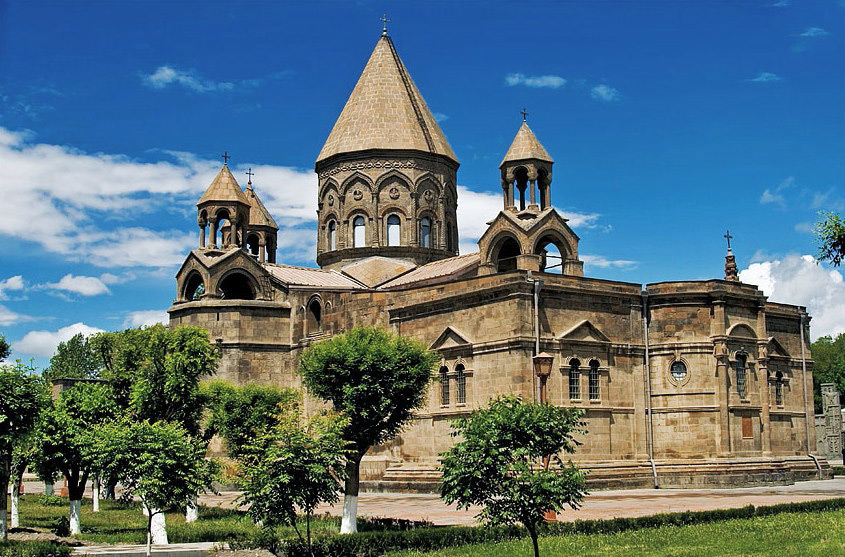
كنيسة الأرمن الأرثوذكس، الكنيسة الوطنية لأرمينيا.
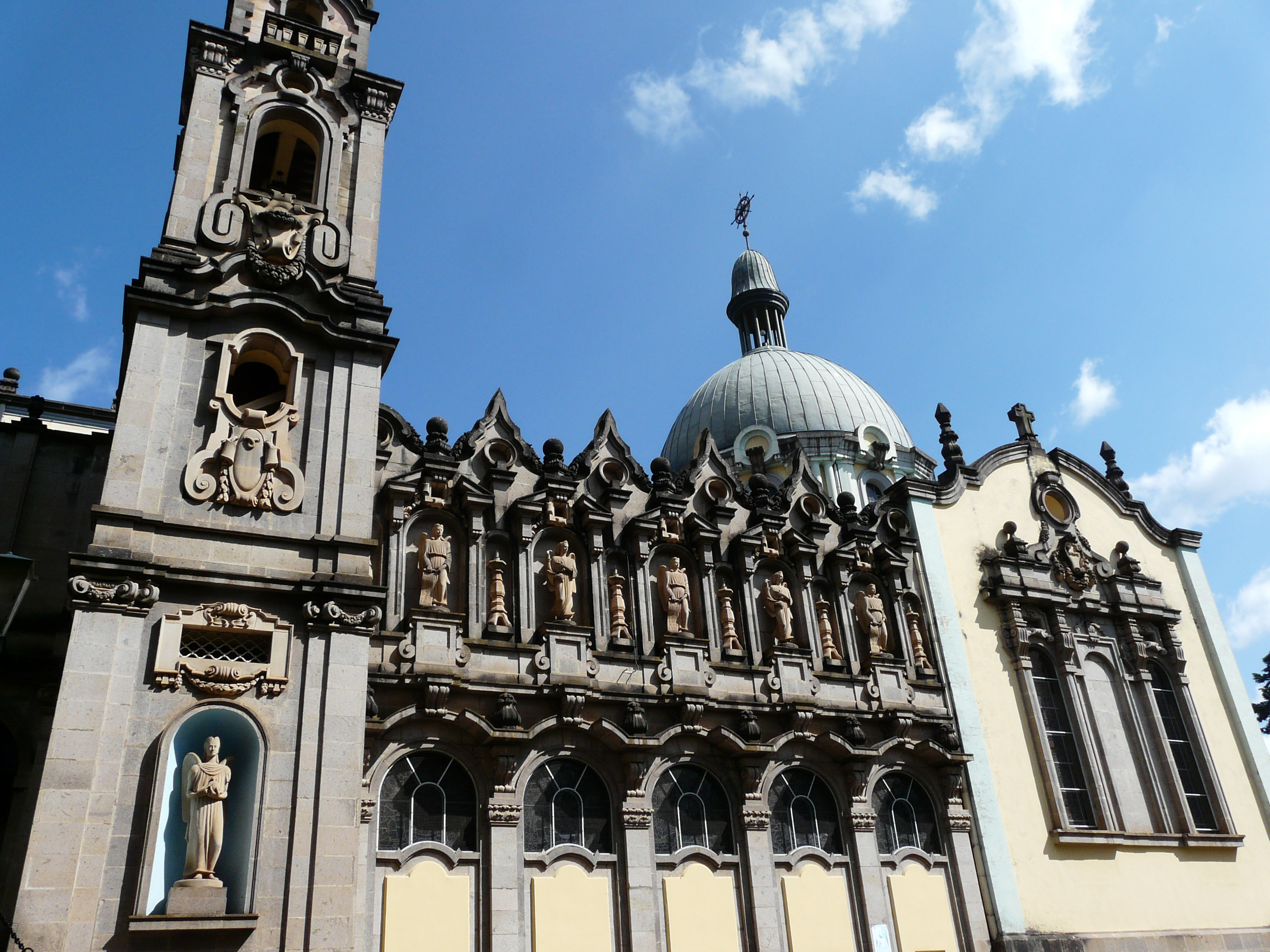
كاتدرائية الثالوث المقدس، تعتبر إثيوبيا ثاني دولة مسيحية في العالم.
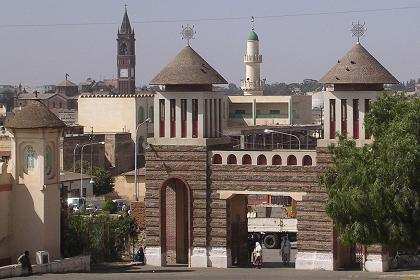
كاتدرائية اسمره، مركز كنيسة التوحيد الأرثوذكسية الإريترية.

#### كنيسة المشرق
- مسيحيون مار توما: ويبلغ عددهم 1.1 مليون.
- كنيسة المشرق الآشورية: ويبلغ عدد أتباعها 500,000.
- كنيسة المشرق القديمة: ويبلغ عدد أتباعها 100,000.

### طوائف أخرى
يبلغ مجموع عدد الطوائف المسيحية التي لا تنتمي للعائلات المسيحية الرئيسية 50 مليون؛ أكبرها:
- كنيسة يسوع المسيح لقديسي الأيام الأخيرة (المورمونية): يبلغ عدد أتباعها 14.5 مليون.[33]
- إجليسيا ني كريستو: يبلغ عدد أتباعها 10 مليون.[34][35]
- الكنيسة الرسولية الجديدة: يبلغ عدد أتباعها 10 مليون.[36]
- شهود يهوه: يبلغ عددهم 7.65 مليون.[37][38]
- علم مسيحي: يبلغ عددهم 700,000.
- توحيدية عالمية: 600,000 وقد تطورت الحركة من المذهبين المسيحيين التوحيدية وكنيسة الوحدة.[39]

## أكبر الكنائس المسيحية
توضح القائمة الكنائس والطوائف الرئيسية المسيحية:
| رقم | اسم                                               | عدد الأتباع   | ملاحظة                 |
| --- | ------------------------------------------------- | ------------- | ---------------------- |
| 1   | الكنيسة الرومانية الكاثوليكية (التقليد اللاتيني') | 1,178,000.000 | كاثوليكية              |
| 2   | الكنيسة الروسية الأرثوذكسية                       | 164,000,000   | أرثوذكسية شرقية        |
| 3   | جمعية الله                                        | 65,000,000    | بروتستانتية (خمسينية)  |
| 4   | كنيسة التوحيد الأرثوذكسية الإثيوبية               | 40,000,000    | أرثوذكسية مشرقية       |
| 5   | أدفنتست                                           | 25,000,000    | بروتستانتية            |
| 6   | كنيسة إنجلترا                                     | 25,000,000    | بروتستانتية (أنجليكية) |
| 7   | الكنيسة الإنجيلية في ألمانيا                      | 23,700,000    | بروتستانتية            |
| 8   | مجلس الكنائس الصينية                              | 23,000,000    | بروتستانتية            |
| 9   | الكنيسة الرومانية الأرثوذكسية                     | 18,800,000    | أرثوذكسية شرقية        |

## الجغرافيا المسيحية

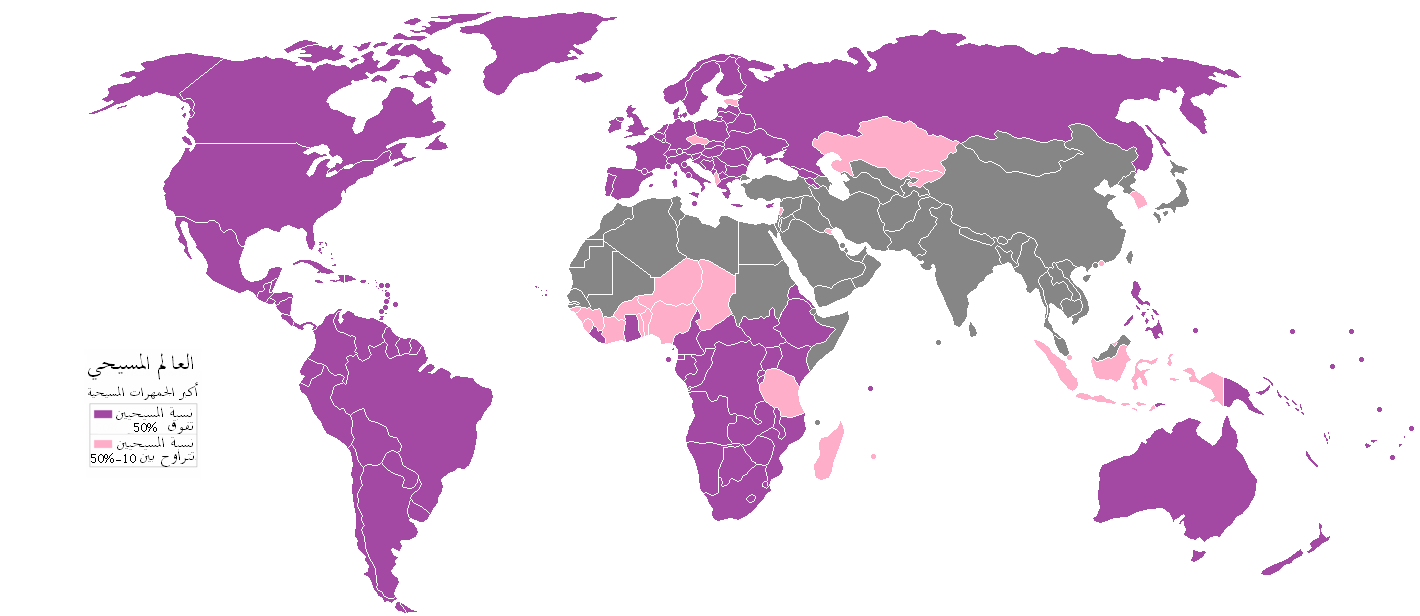
الدول التي يشكل فيها مسيحيون أكثر من نصف السكان، ويظهر باللون الوردي الدول التي يشكل فيها المسيحيين بين 10-49% من مجموع السكان.

| القارة          | عدد المسيحيون |
| --------------- | ------------- |
| أوروبا          | 558,824,000   |
| أمريكا الجنوبية | 542,670,000   |
| أفريقيا         | 474,836,000   |
| آسيا            | 354,254,000   |
| أمريكا الشمالية | 231,032,000   |
| أوقيانوسيا      | 23,975,000    |

## أكبر الدول المسيحية
قائمة 10 دول التي تحوي على أكبر عدد من المسيحيون وذلك وفقًا معهد بيو لعام 2011:
| مرتبة | الدولة                      | عدد المسيحيون | المذهب السائد              |
| ----- | --------------------------- | ------------- | -------------------------- |
| 1     | الولايات المتحدة            | 246,790,000   | البروتستانتية              |
| 2     | البرازيل                    | 175,770,000   | الكاثوليكية                |
| 3     | المكسيك                     | 107,780,000   | الكاثوليكية                |
| 4     | روسيا                       | 105,220,000   | الأرثوذكسية الشرقية        |
| 5     | الفلبين                     | 86,790,000    | الكاثوليكية                |
| 6     | نيجيريا                     | 80,510,000    | البروتستانتية              |
| 7     | الصين                       | 67,070,000    | البروتستانتية              |
| 8     | جمهورية الكونغو الديمقراطية | 63,150,000    | الكاثوليكية                |
| 9     | ألمانيا                     | 58,240,000    | البروتستانتية والكاثوليكية |
| 10    | إثيوبيا                     | 52,580,000    | الأرثوذكسية المشرقية       |

في البيانات أعلاه، وجد معهد بيو تقدير متحفظ جدًا لعدد المسيحيين الصينيين (67 مليون). في عام 2001، وجد الباحث باتريك جونستاون أنّ عدد المسيحيون في الصين يبلغ 91,500,000. في عام 2007، قدّرت قاعدة البيانات المسيحية العالميّة عدد مسيحيون الصين إلى حوالي 111 مليون. وأخيرا، في عام 2010، وفقا ل «موسوعة الأديان» يعيش في الصين 115 مليون مسيحي.

## مواقع خارجية
- Adherents.com نسخة محفوظة 29 يناير 2010 على موقع واي باك مشين.
- Yearbook of American and Canadian Churches
- National Council of Churches USA نسخة محفوظة 30 يوليو 2013 على موقع واي باك مشين.
- Pew Research Center - News Release 2002
- Association of Religion Data Archives